# Clatsop County
Clatsop County är ett administrativt område i delstaten Oregon, USA. År 2010 hade countyt 37 039 invånare. Den administrativa huvudorten (county seat) är Astoria.

## Geografi
Enligt United States Census Bureau har countyt en total area på 2 809 km². 2 142 km² av den arean är land och 667 km² är vatten.

### Angränsande countyn
- Columbia County - öst
- Pacific County, Washington - nord
- Wahkiakum County, Washington - nord
- Tillamook County - syd
- Washington County - sydöst

### Orter
- Astoria (huvudort)
- Seaside
- Warrenton